# Talent Team Papendal Arnhem 2020-2021 (femminile)
Questa voce raccoglie le informazioni riguardanti il Talent Team Papendal Arnhem nelle competizioni ufficiali della stagione 2020-2021.

## Organigramma societario
Area direttiva
- Presidente: ?

Area tecnica
- Primo allenatore: Avital Selinger

## Rosa
| N° | Nome                | Ruolo | Data di nascita   | Nazionalità sportiva |
| -- | ------------------- | ----- | ----------------- | -------------------- |
| 1  | Noa de Vos          | O     | 24 aprile 2004    | Paesi Bassi          |
| 2  | Romy Brokking       | L     | 16 febbraio 2002  | Paesi Bassi          |
| 3  | Nicole van de Vosse | O     | 16 giugno 2004    | Paesi Bassi          |
| 4  | Hyke Lyklema        | P     | 14 ottobre 2002   | Paesi Bassi          |
| 5  | Annika de Goede     | O     | 23 agosto 2003    | Paesi Bassi          |
| 6  | Iris Vos            | S     | 15 ottobre 2002   | Paesi Bassi          |
| 7  | Sanne Wagener       | C     | 17 gennaio 2004   | Paesi Bassi          |
| 8  | Jette Kuipers       | S     | 23 luglio 2002    | Paesi Bassi          |
| 9  | Britte Stuur        | C     | 11 gennaio 2003   | Paesi Bassi          |
| 10 | Femke Vlutters      | P     | 19 novembre 2002  | Paesi Bassi          |
| 11 | Emily Silderhuis    | C     | 19 gennaio 2004   | Paesi Bassi          |
| 12 | Pleun van der Pijl  | S     | 11 gennaio 2003   | Paesi Bassi          |
| 14 | Lana Lijkendijk     | C     | 2004              | Paesi Bassi          |
| 16 | Famke Boonstra      | S     | 23 settembre 2001 | Paesi Bassi          |
| 17 | Puck Hoogers        | S     | 17 novembre 2003  | Paesi Bassi          |

## Statistiche

### Statistiche di squadra
| Competizione | Punti | In casa | In casa | In casa | In trasferta | In trasferta | In trasferta | Totale | Totale | Totale |
| Competizione | Punti | G       | V       | P       | G            | V            | P            | G      | V      | P      |
| ------------ | ----- | ------- | ------- | ------- | ------------ | ------------ | ------------ | ------ | ------ | ------ |
| Eredivisie   | 9     | 5       | 3       | 2       | 3            | 0            | 3            | 8      | 3      | 5      |
| Totale       | -     | 5       | 3       | 2       | 3            | 0            | 3            | 8      | 3      | 5      |